# معضوضة بلسمية
معضوضة بلسمية أو بلسان(الاسم العلمي:Momordica balsamina) هي نوع من النباتات تتبع جنس المعضوضة من الفصيلة القرعية.